# Saweru
Le saweru est une langue parlée dans les îles Yapen près de la Nouvelle-Guinée occidentale en Indonésie. Au nombre de 300 (1991), ses locuteurs habitent dans le centre de l'île de Serui.
Le saweru fait partie de la famille des langues papoues occidentales, au sein de laquelle il forme une branche avec le yawa.